# Wikipédia em baixo-saxão neerlandês
A Wikipédia em baixo-saxão neerlandês (Nedersaksische Wikipedie) é a edição da Wikipédia em baixo-saxão neerlandês com dialetos como Twents e Gronings, falados respectivamente no leste e norte no país. Destina-se a artigos em dialetos do baixo-saxão falados nos Países Baixos. Em 21 de novembro de 2007, havia 2514 artigos. A enciclopédia possui artigos falados, artigos destacados e 
portais por temas.
A Wikipédia em baixo-saxão neerlandês é citada na imprensa neerlandesa, e organizações baixo-saxão neerlandesas têm discutido a enciclopédia e ajudado.

## História

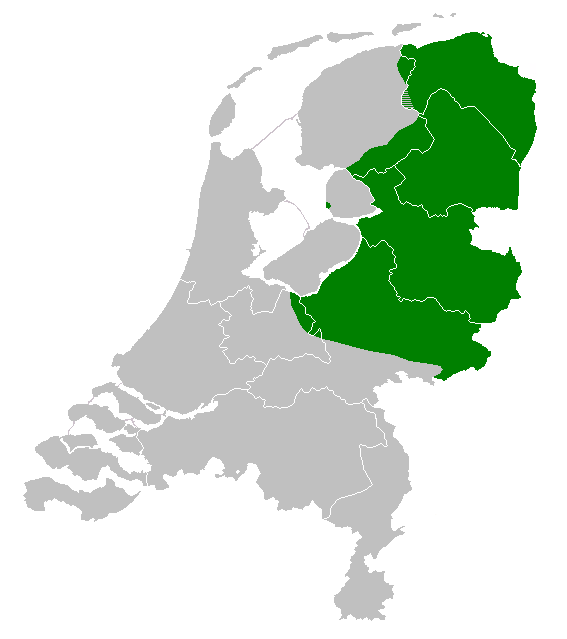
Área de difusão do Baixo-saxão neerlandês.

A edição da Wikipédia em baixo-saxão neerlandês foi lançada em 24 de março de 2006, três nos após o foi lançamento da Wikipédia em Baixo-saxão alemão. Aproximadamente dois anos depois, em 2008, alcalçou o marco de 3 500 artigos.
Em 16 de fevereiro de 2023, a edição do Baixo-saxão neerlandês continha 7 624 artigos e tinha 26 649 colaboradores, incluindo 23 colaboradores ativos e 6 administradores.

## Diferenças entre as edições da Baixo-saxão neerlandês e a do Baixo-saxão alemão
Os dialetos do baixo-saxão não são padronizados e cobrem o norte da Alemanha e o nordeste dos Países Baixos. Na prática, a Wikipédia em baixo alemão segue as diretrizes ortográficas para os dialetos do baixo-saxão da Alemanha. Para as variantes dialetais nos Países Baixos, houve uma lacuna devido a diferenças normativas, mas também devido à crescente distância entre os dialetos do Baixo Saxão dos Países Baixos e os da Alemanha, devido à influência das línguas padrão de ambos os países.
A eventual criação de uma edição da Wikipédia para os dialetos do baixo-saxão neerlandês levou meses devido a discussões sobre se esses dialetos – que são reconhecidos e protegidos pelo governo dos Países Baixos sob a Carta Europeia das Línguas Regionais ou Minoritárias – mereciam sua própria edição. De acordo com os proponentes, as variantes dialetais dos Países Baixos diferiam demais das da Alemanha - pelo menos na forma escrita - para serem acomodadas sob o mesmo teto. A oposição categórica concentrou-se em saber se os vários dialetos do baixo-saxão neerlandês (como Gronings, Twents , Veluws Ocidental ou Oriental poderiam ser combinados em uma única edição, como isso foi feito para a Wikipédia em baixo-saxão alemão.